# Низка злощасних подій
Низка злощасних подій (англ. A Series of Unfortunate Events) — американський телесеріал, розроблений Марком Гудісом за мотивами серії книг Лемоні Снікета «Лихо та й годі». Прем'єра відбулась 13 січня 2017 року на Netflix.
Українською мовою серіал дубльовано творчою спільнотою «Струґачка».

## Стислий опис сюжету
Трьох дітей (Вайолет, Клауса і Сонечко Бодлер) спіткає страшне лихо — їхні батьки загинули в таємничій пожежі, яка також повністю знищила їх будинок. Опікуном нещасних дітей призначають злого та підступного Графа Олафа, який мріє заволодіти спадком родини Бодлер.

## У ролях

### Головні герої
- Ніл Патрік Гарріс — Граф Олаф
- Маліна Вайсман — Вайолет Бодлер
- Луїс Гайнс — Клаус Бодлер
- Преслі Сміт — Сонечко Бодлер
- Патрік Ворбертон — Лемоні Снікет
- Кеннет Тодд Фріман — містер По
- Люсі Панч — Есме Скволор
- Ділан Кінгвелл — Квіглі Квегмайр/Дункан Квегмайр
- Ейві Лейк — Айседора Квегмайр

### Другорядний склад
- Вілл Арнетт — містер Бодлер
- Кобі Смолдерс — місіс Бодлер
- Усман Аллі — Гакастий (Фернальд)
- Метті Кардаропл — чи то чоловік, чи то жінка
- Джон Десантіс — Лисий
- Жаклін і Джойс Роббінс — жінки з напудреними обличчами
- Клео Кінг — місіс По
- Сара Кеннінг — Жаклін
- Патрік Глин — Ларрі
- Сара Рю — Олівія Калібан
- Натан Філліон — Жак Снікет

### Гостьові ролі першого сезону
- Джоан К'юсак — суддя Штраус
- Люк Каміллері — Густав
- Аасіф Мандві — дядько Монті
- Елфрі Вудард — тітка Жозефіна
- Дон Джонсон — Сер
- Кетрін О'Гара — доктор Джорджина Орвелл
- Рис Дабрі — Чарльз
- Тімоті Веббер — Джиммі
- Кріс Готьє — Філ
- Деніел Гендлер — продавець риби на озері Лакримозе (камео)

### Гостьові ролі другого сезону
- Роджер Барт — Ніро
- Кітана Тернбулл — Кармеліта Спатс
- Бронвен Сміт — місс Тренч
- Б. Дж. Гаррісон — місіс Басс
- Малкольм Стюарт — містер Ремора
- Тоні Гейл — Джером Скволор
- Ітхамар Енрікес — Гектор
- Мінді Стерлінг — Анабель
- Кен Дженкінс — Сем
- Джон Бобек — бородатий музика
- Керрі Кенні-Сільвер — Бебс
- Девід Алан Григ — Хел
- Роббі Авелл — Кевін
- Кевін Кахун — Г'юго
- Бонні Морган — Коллет
- Еллісон Вільямс — жінка на карнавалі

## Виробництво

### Розробка
В листопаді 2014 року Netflix спільно з Paramount Television оголосили про плани адаптації серії дитячих книжок «Лихо та й годі» з їхнім автором Деніелом Гендлером в якості виконавчого продюсера.
У вересні 2015 року стало відомо, що Баррі Зонненфельд і Марк Гудіс погодились очолити виробництво серіалу. Гудіс став шоуранером і сценаристом, а Зонненфельд — режисером. У січні 2016 року Гудіс залишив проект, проте ім'я нового шоуранера залишилось невідомим.

### Зйомки
Зйомки розпочались у березні 2016 року. В серпні того ж року знімальна група через соціальні мережі повідомила, що зйомки завершено.

### Музика
У квітні 2016 року стало відомо, що Нік Урат напише музику до серіалу.